# 2283 Bunke
2283 Bunke è un asteroide della fascia principale. Scoperto nel 1974, presenta un'orbita caratterizzata da un semiasse maggiore pari a 2,2490577 UA e da un'eccentricità di 0,0876770, inclinata di 6,73107° rispetto all'eclittica.
L'asteroide è stato dedicato alla rivoluzionaria Haydée Tamara Bunke Bider.